# O. J. Simpson
Pour les articles homonymes, voir Simpson.
Pour le procès pénal du double meurtre du 12 juin 1994, voir Affaire O. J. Simpson.
College Football Hall of Fame 1983
Pro Football Hall of Fame 1985
(en) Statistiques sur pro-football-reference
Orenthal James Simpson, dit O. J. Simpson, né le 9 juillet 1947 à San Francisco et mort le 10 avril 2024 à l'âge de 76 ans à Las Vegas, est un sportif professionnel américain de football américain et un acteur de cinéma.
Vainqueur du trophée Heisman en 1968 à la fin de sa carrière universitaire avec les Trojans de l'USC, le running back est sélectionné en première position de la draft 1969 de la NFL par les Bills de Buffalo. Après avoir signé le contrat le plus lucratif pour un joueur de football américain à l'époque, Simpson est cependant en difficulté lors de ses trois premières saisons en National Football League (NFL). À partir de la saison 1972, il s'illustre alors comme l'un des meilleurs coureurs de l'histoire. Il engrange plus de 1 000 yards dans la saison. L'année suivante, il est le premier joueur de l'histoire à passer la barre des 2 000 yards courus en une seule saison. Pour cette performance, O. J. Simpson est désigné meilleur joueur de la saison.
Sélectionné à cinq reprises au Pro Bowl et dans la meilleure équipe de l'année entre 1972 et 1976, O. J. Simpson fait partie de la meilleure équipe des années 1970. Il termine sa carrière aux 49ers de San Francisco en 1978 et 1979. Intronisé au College Football Hall of Fame en 1983 et au Pro Football Hall of Fame en 1985, Simpson est l'un des meilleurs joueurs de l'histoire à son poste. Après sa retraite sportive, il devient acteur et commentateur sportif.
O. J. Simpson est également connu pour avoir été accusé d'avoir assassiné son ancienne épouse Nicole Brown, et un ami de celle-ci, Ronald Goldman, en 1994. À la suite d'un procès pénal controversé et fortement médiatisé, il est acquitté en 1995 des différentes charges pénales. Il est ensuite reconnu responsable au civil en 1997 et doit payer un montant de 33,5 millions de dollars. Arrêté en 2007 pour vol à main armée et enlèvement, il est condamné à 33 ans de prison l'année suivante. Il est libéré le 1er octobre 2017, après neuf ans de prison et le 1er décembre 2021, à sa demande, les mesures de sa liberté conditionnelle sont levées par anticipation.

## Biographie

### Jeunesse
Orenthal James Simpson naît le 9 juillet 1947 à San Francisco en Californie. Il est le fils de l'union d'Eunice Durden, administratrice d'un hôpital, et de Jimmy Lee Simpson, gardien de banque. Son père, drag queen, se sépare de sa femme lorsqu'il annonce qu'il est gay en 1952, Orenthal vivant dès lors seulement avec sa mère. Il meurt du sida en 1986. Orenthal a un grand frère Melvin, une grande sœur Shirley et une petite sœur Carmelita.
Simpson grandit à San Francisco dans un logement social du quartier de Potrero Hill. À 2 ans, il contracte le rachitisme. Sa mère lui fabrique une attelle qu'il porte jusqu'à ses 5 ans. Sa jeunesse est marquée par de nombreuses bagarres. À l'âge de 13 ans, Simpson rejoint le gang des Persian Warriors. Deux ans plus tard, il est emprisonné pour une semaine dans une prison pour jeunes détenus,. Un adulte connaissant le potentiel athlétique du jeune Orenthal lui fait rencontrer Willie Mays, vedette sportive, qui lui fait visiter sa belle maison. Dès lors, le joueur de baseball devient l'idole de Simpson dont l'objectif est de réussir afin de pouvoir s'offrir une luxueuse habitation comme lui.

### Carrière sportive

#### Carrière universitaire

##### City College (1965-1966)
Bien qu'il soit l'un des meilleurs joueurs lycéens de la ville, les résultats scolaires d'O. J. Simpson l'empêchent d'être recruté par l'une des grandes universités de la région. Le sportif décide de rejoindre City College of San Francisco, un collège communautaire. Il y joue au football américain aux postes de running back et de defensive back. Il est sélectionné dans la meilleure équipe du pays des joueurs de collège communautaire en tant que running back lors des deux saisons jouées avec City College. Sur deux saisons, il court pour un nombre record de yards — 2552 — et marque 54 touchdowns. Après avoir remporté le Prune Bowl contre les 49ers de Long Beach State, Simpson est courtisé par de grandes universités. Alors que les Sun Devils d'Arizona State et les Utes de l'Utah sont intéressés, il choisit de rejoindre les Trojans de l'USC de l'université de Californie du Sud, une des équipes candidates au titre national qui passe régulièrement sur la télévision nationale et attire le regard des recruteurs de l'ensemble du pays,.

##### Trojans de l'USC

###### Première saison universitaire (1967)
La renommée d'O. J. Simpson devient nationale sous le maillot des Trojans de l'USC de l'université de Californie du Sud (USC). Au camp d'entraînement du printemps, Simpson ne s'entraîne que sept jours car il prépare le relais de 440 yards national dont il bat le record du monde avec USC,. Il a néanmoins le temps de montrer son talent en prenant le dessus sur Tim Rossovich (en), l'un des meilleurs défenseurs du pays, lors d'un exercice d'endurance où il doit courir huit fois consécutivement comme la défense titulaire d'USC. Plutôt grand pour un coureur, avec ses 1,85 m, il impressionne par sa vitesse. Il court 100 yards, la longueur d'un terrain de football américain, en 9 s 4 et le sprint de 40 yards en 4 s 5. Bien que débutant, il est le titulaire indiscutable des Trojans au début de la saison universitaire 1967.
Dès sa première rencontre, le 15 septembre 1967, il court pour 94 yards contre les Cougars de Washington State. Huit jours plus tard, Simpson est omniprésent et court à 30 reprises pour un gain total de 158 yards contre les Longhorns du Texas. Il marque son premier touchdown sous le maillot d'USC lors de cette rencontre. O. J. est tellement utilisé qu'il sort du terrain avec des crampes. Son entraîneur, John McKay (en), n'a jamais eu un tel talent et, confiant dans les capacités hors du commun de son jeune coureur, place Simpson en position de un contre un dès que possible. La semaine suivante, cette tactique paie et Simpson fait preuve d'une impressionnante domination en courant 190 yards contre les Spartans de Michigan State. Dès lors, l'équipe d'USC est classée no 1 du pays.
Le 7 octobre, les Trojans dominent les Cardinal de Stanford sur le score de 30 à 0. Dans cette victoire, O. J. est de nouveau omniprésent avec 29 portés de ballon et 160 yards de gain offensif. Une semaine plus tard, ils se déplacent à Notre Dame et ne sont pas favoris. Après une première mi-temps disputée, les Trojans font la différence grâce aux courses extérieures de Simpson qu'ils utilisent en continu. O. J. est appelé à courir six fois de suite jusqu'à ce qu'il marque un touchdown. Il en marque deux autres et court pour un total de 150 yards en 38 portés. Le running back fait encore mieux le 21 octobre avec 235 yards contre les Huskies de Washington. Une semaine plus tard, O. J. Simpson se blesse au début de la deuxième mi-temps contre les Ducks de l'Oregon et doit sortir du terrain. Il manque la rencontre suivante contre les Golden Bears de la Californie et revient contre les Beavers d'Oregon State. Malgré ses 188 yards gagnés à la course, les Trojans s'inclinent sur le score de 3 à 0.
Le 18 novembre, en conclusion de sa première saison régulière avec USC, O. J. Simpson dispute le derby face aux rivaux des Bruins de l'UCLA, classé équipe no 1 du pays, devant une large foule de 90 772 spectateurs dans ce qui est appelé « le match du siècle ». Le match est disputé au Los Angeles Memorial Coliseum, fait la une de Sports Illustrated et est diffusé sur la télévision nationale par ABC. Cette rencontre oppose les jambes de Simpson au bras du quarterback Gary Beban (en), deux candidats au trophée Heisman. Simpson marque deux fois à la course dans ce match. Le deuxième touchdown qu'il inscrit est à la fois impressionnant et décisif ; en troisième tentative et trois yards à gagner, O. J. court autour de la défense sur la gauche avant de revenir vers le centre du terrain et de conclure dans l'en-but, évitant tous les défenseurs adverses. Cette course est l'un des plus célèbres de l'histoire du football universitaire. Elle permet aux Trojans de se qualifier pour le Rose Bowl pour y disputer la finale nationale contre les Hoosiers de l'Indiana. O. J. porte la balle à 25 reprises, marque deux fois et avance de 128 yards. Pour sa performance, il est élu meilleur joueur de la rencontre alors que son équipe remporte le titre national universitaire.

###### De capitaine à vedette en passant par le trophée Heinsman (1968)
O. J. Simpson retourne pour sa deuxième saison universitaire à l'USC. Après une première saison réussie, le joueur est devenu la vedette du campus. Nommé capitaine de l'équipe, Simpson est l'un des favoris dans la course au trophée Heisman. Dès la première rencontre, il inscrit quatre touchdowns, égalant le record de l'université, et court pour 236 yards en 39 portés de ballon. Riche en succès à l'USC, Simpson remporte le trophée Heisman avec la plus grande marge de l'histoire de la récompense ainsi que le Maxwell Award.

#### Carrière professionnelle

##### Bills de Buffalo

###### Sélection (1969)
À sa sortie de l'université, O. J. Simpson est vu comme la future vedette du football américain. Surnommé The Juice (« Le Jus »), il signe des contrats lucratifs avec Chevrolet, RC Cola et le diffuseur ABC. O. J. a l'honneur d'être choisi au premier tour lors de la draft 1969 où il a rejoint les rangs de l'équipe professionnelle des Bills de Buffalo (AFL), qui a fini l'année précédente avec le piètre bilan d'une victoire, douze défaites et un match nul, soit un des pires résultats du football américain.

###### Débuts difficiles (1969-1971)

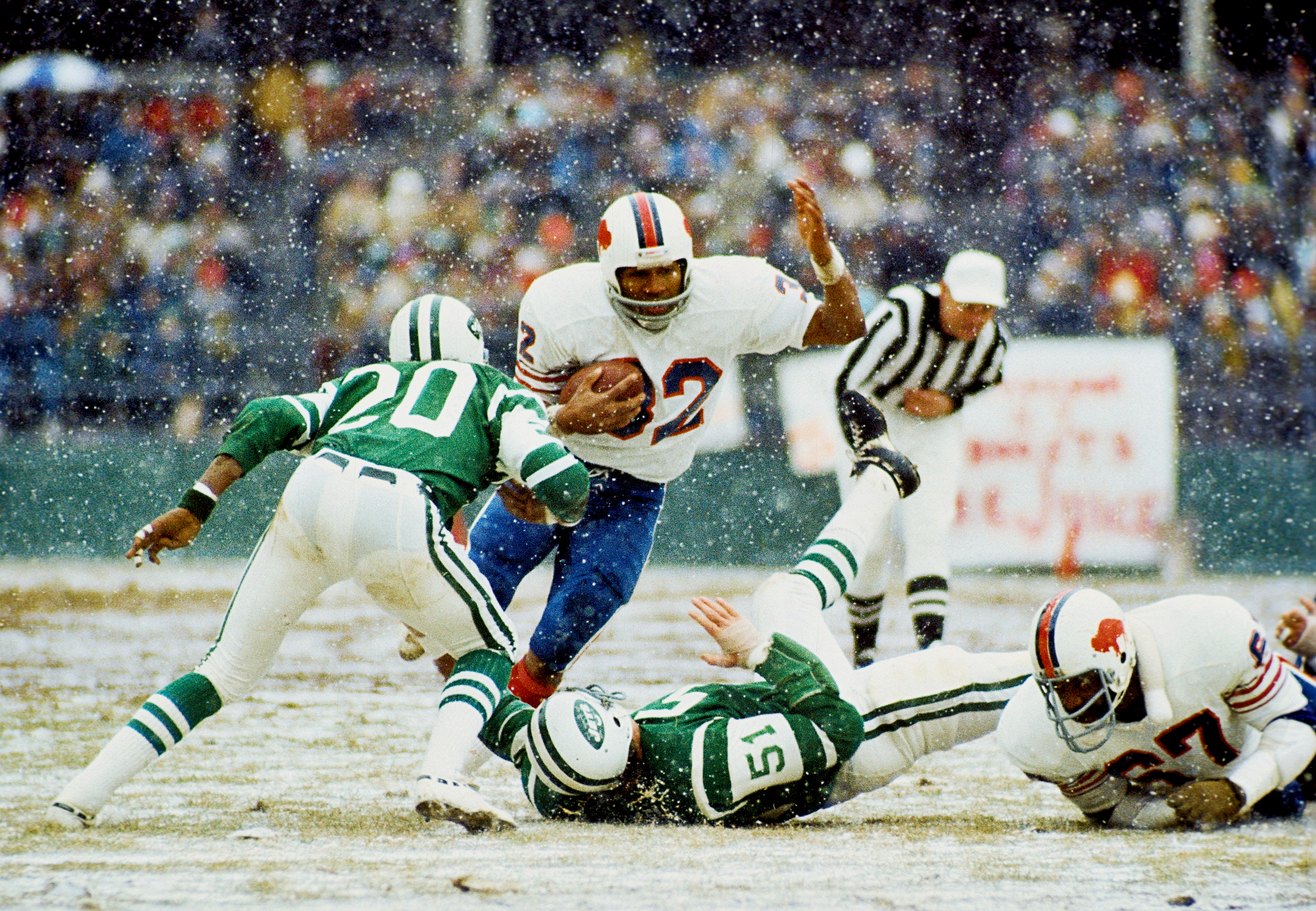
Carte à collectionner de 1986 ayant pour sujet O. J. Simpson en pleine course, balle en main, sous le maillot des Bills de Buffalo.

L'American Football League (AFL) étant absorbée par la National Football League en 1969, O. J. Simpson joue son premier match dans cette nouvelle ligue le 16 décembre 1969, dans une défaite de 31 à 21 face aux Falcons d'Atlanta. Entraîné par John Rauch, entraîneur orienté sur le jeu de passe, Simpson n'est pas à son avantage. Dans ses deux premières saisons avec les Bills, il est le meilleur coureur de son équipe mais celle-ci enchaîne les défaites, ne remportant que quatre puis trois rencontres. Impressionnant sur retour de coup de pieds, où il retourne en moyenne pour 48 yards, ses adversaires ne lui offrent plus la possibilité de retourner le ballon.
Avant la saison 1971, Simpson aborde un nouveau style avec un style afro et une moustache. John Rauch démissionne après avoir critiqué deux cadres de l'équipe dans les médias. Il est remplacé par l'entraîneur peu expérimenté Harvey Johnson. Pour justifier ses deux premières saison ratées, Simpson déclare n'avoir joué que pour l'argent et promet être « prêt à voler ». La saison 1971 est encore pire pour les Bills qui ne remportent d'un seul match. Simpson joue mais ne prend aucun plaisir et attend de pouvoir rentrer en Californie où il habite le reste de l'année. Les lucratifs contrats signés à la sortie de l'université finissent et O. J. pense à jouer une saison de plus avant de prendre sa retraite sportive.

###### Changement d'entraîneur et nouveau contrat (1972)
Lou Saban (en) devient l'entraîneur des Bills de Buffalo avant la saison 1972. Saban change le plan de jeu offensif des Bills : il axe toute son attaque sur le jeu de course et les qualités d'O. J. Simpson. Saban met en place des formations en I qui permettent au running back de se placer six yards derrière la ligne d'engagement et lui permet d'avoir du temps et de l'espace pour voir les failles dans les défenses adverses. Enchanté par ce changement, Simpson signe un nouveau contrat de plusieurs saisons avec les Bills. Ces modifications portent leurs fruits, Simpson termine la saison comme le meilleur coureur de la ligue avec 1 251 yards à la course.
Dans le même que la signature du nouveau contrat de leur vedette, les Bills de Buffalo lancent la construction d'un nouveau stade de 80 020 places, le Rich Stadium, que le club remplit grâce à la présence d'O. J. Simpson sur le terrain. Le coureur est le premier athlète à avoir un stade construit pour lui depuis Babe Ruth.

###### Saison historique (1973)
En 1973, Simpson devient le premier joueur à courir plus de 2 000 yards — 2 003 yards pour être précis, soit plus de 1 831 mètres — en une saison,. Lors de la rencontre d'ouverture, Simpson court pour 250 yards à l'extérieur contre les Patriots de la Nouvelle-Angleterre, établissant le nouveau record de yards dans une seule rencontre. Sa domination sur le jeu de course permet à son équipe d'enchaîner trois victoires consécutivement à domicile en début de saison. Il court 123 yards contre les Jets de New York, 171 contre les Eagles de Philadelphie et 166 contre les Colts d'Indianapolis. Ses performances enchantent enfin et les médias suivent chaque pas de sa saison historique. Il est élu meilleur joueur de la NFL cette saison-là. Son record a depuis été battu sur une saison complète, mais il a établi cette performance en seulement 14 matchs.
La moyenne des yards parcourues par match par Simpson est de 10 yards supérieure à celle de son plus proche rival. The Juice court derrière la désormais célèbre ligne offensive Electric Company (en) (la « centrale électrique ») et constitue la meilleure attaque de la ligue. La ligne offensive est composée du centre Mike Montler (en), des guards gauche Reggie McKenzie (en) et droit Joe DeLamielleure, des tackles gauche Dave Foley (en) et droit Donnie Green (en) ainsi que du tight end Paul Seymour (en).
Ses performances en 1973 lui ont valu la Hickok Belt (« ceinture de Hickok ») en tant que meilleur athlète professionnel de l'année. Au cours de sa carrière, Simpson a réalisé à six reprises l'exploit de courir plus de 200 yards (environ 183 mètres) dans la même partie — dont 3 fois en 1973 —, ce qui constitue un record encore inégalé.

###### Première qualification en phase finale (1974)
O. J. est restreint à seulement 1 125 yards sur la saison régulière 1974. Dès la rencontre d'ouverture de la saison, Simpson se tord la cheville contre les Raiders d'Oakland. Lors de la rencontre suivante, le coureur se blesse aux deux genoux contre les Dolphins de Miami. Dès lors, Simpson doit éviter de se faire heurter par le côté par ses adversaires et doit affronter les défenseurs frontalement. Mais, propulsée par le quarterback Joe Ferguson (en) et des receveurs talentueux, l'équipe des Bills de Buffalo se qualifie pour la phase finale de la ligue pour la première fois depuis la fusion de l'AFL et de la NFL en 1966.

###### Nouvelle saison de records (1975)
À 28 ans, O. J. Simpson entre dans la saison 1975 de la NFL comme un joueur expérimenté, vétéran et plus mature. De nouveau utilisé comme aucun running back avant lui avec presque 24 portés de balle par rencontre, Simpson est aussi utilisé en réception de passe et comme apât pour faire courir son coéquipier Jim Braxton (en), faisant de son tandem avec Braxton le plus prolifique de l'histoire de la ligue. Individuellement, O. J. s'illustre avec une quatrième rencontre à plus de 200 yards et un succès contre les Steelers de Pittsburgh et en marquant quatre touchdowns dans une seule rencontre contre les Patriots de la Nouvelle-Angleterre. Lors de la dernière rencontre de l'année, Simpson inscrit son 23e touchdown de la saison, un record pour un joueur en une saison. Les Bills inscrivent 420 points lors de cette saison, le plus grand nombre de points inscrits par une équipe dans les années 1970.

###### Menaces de départ et nouveau contrat record (1976)
Avant le début de la saison 1976, O. J. Simpson menace les Bills de Buffalo de prendre sa retraite s'il ne l'échange pas aux Rams de Los Angeles ou aux Raiders d'Oakland. Le joueur souhaite vivement jouer dans une équipe jouant le titre et vivre sur la côte Ouest des États-Unis auprès de sa femme Marguerite et de ses deux enfants afin de sauver son mariage. Il souhaite jouer une dernière saison avant de prendre sa retraite sportive. Le 9 juillet, le jour de son 29e anniversaire, Simpson retourne à Buffalo et fait ses adieux à ses coéquipiers et aux membres du club. Les Bills tentent de monter un échange avec les Rams mais rejettent finalement les offres successives comprenant le defensive tackle Cody Jones, le linebacker Jack Reynolds (en) et le running back Cullen Bryant (en) puis l'intégralité des choix des Rams lors de la draft 1977 (en). Les Bills proposent finalement un nouveau contrat de trois ans avec un salaire annuel de 733 000 dollars,. Cet important salaire convainc le joueur de rester à Buffalo.
Lors de la rencontre de Thanksgiving de la saison 1976, Simpson bat le record de yards en une seule rencontre contre les Lions de Détroit en courant pour 273 yards dans une défaite 27 à 14. Lors de la treizième semaine de compétition, O. J. court pour 203 yards dans la défaite 45 à 27 contre les Dolphins de Miami Simpson conclut la saison par une performance de 171 yards contre les Ravens de Baltimore, lui permettant de terminer avec 1 503 yards. Sa moyenne de 5,2 yards par porté est exceptionnelle par rapport au volume de courses réalisé.

###### Grave blessure et adieux à Buffalo (1977)
En 1977, O. J. Simpson doit quitter le camp d'entraînement des Bills après avoir des troubles de vision à l'œil gauche à la suite d'un impact reçu à la tête la saison précédente. Simpson souffre de la première blessure majeure de sa carrière en étant touché au cartilage de son genou droit lors de la septième rencontre de la saison,. Il fait ses adieux à ses coéquipiers dans le vestiaire, qui lui donnent tour à tour leur maillot. Opéré le 9 novembre, sa saison est écourtée. Même s'il ne demande pas officiellement d'être transféré après la polémique du transfert avorté avec les Rams de Los Angeles, il souhaite finir sa carrière sur une note positive en Californie.

##### 49ers de San Francisco (1978-1979)
Le 24 mars 1978, O. J. Simpson est envoyé aux 49ers de San Francisco par les Bills de Buffalo en échange de cinq futurs choix de draft repartis sur les trois éditions suivantes,. Toujours limité par la blessure au genou contractée avant le transfert à San Francisco, O.J. a également développé de l'arthrite. L'équipe est en grande difficulté et ne remporte que deux rencontres dans une saison étendue de 14 à 16 matchs pour la première fois de l'histoire.
Touché par le décès de sa fille, le joueur manque presque l'intégralité du camp d'entraînement des 49ers en amont de la saison 1979. Il perd sa place de titulaire au profit de Paul Hofer (en) dans une saison lors de laquelle les 49ers enchaînent les défaites.

##### Style de jeu et personnalité
La première femme d'O. J. Simpson, Marguerite Whitley, le décrit comme « un typique Cancer. Il est casanier. Il veut de la sécurité. Il aime avoir un toit au-dessus de sa tête et trois repas par jour. Un enfant gâté »,. Superstitieux, il continue de porter les chaussettes blanches de sa rencontre record contre les Patriots de la Nouvelle-Angleterre en 1973.
Alors que Jim Brown dominait ses adversaires par sa puissance, les forces d'O. J. Simpson sont son agilité et sa vitesse. Au début de sa carrière professionnelle, Johnny Rauch tente de faire de lui un coureur puissant. L'entraîneur de l'université du Minnesota Murray Warmath déclare alors : « Si vous essayez d'en faire un coureur puissant, c'est comme mettre des outils de plombier dans les mains d'un violoniste »,.
Peu importe le climat, il porte toujours des maillots à manches courtes : « Au football américain, je ne veux absolument pas être touché. Je sens mieux les plaqueurs de cette manière »,,.
Considéré par le boxeur Mohamed Ali comme un « sportif contre-révolutionnaire », O. J. Simpson vivait dans le quartier le plus chic et le plus blanc de Los Angeles et affirmait : « Je ne suis pas noir, je suis O.J. »

##### Gains
Plus grand joueur universitaire de la fin des années 1960, O. J. Simpson rentabilise les attentes portées en lui avant même d'avoir joué une rencontre professionnelle pour les Bills de Buffalo. Son manager, Chuck Barnes, lui fait signer un contrat de 250 000 dollars avec General Motors pour promouvoir les véhicules du groupe. Il doit choisir une entreprise de jus d'orange parmi plusieurs et une autobiographie publiée par MacMillan est déjà prévue à la fin de sa première saison professionnelle. Le joueur et son manager vont également au conflit avec le propriétaire de la franchise des Bills, Ralph Wilson Jr.. Le joueur demande un contrat de 5 saisons d'une valeur de 650 000 dollars et un prêt de 500 000 dollars pour des investissements alors que Wilson ne lui propose que 250 000 dollars. Après une troisième réunion liée au contrat, O. J. déclare : « Nous n'allons nulle part. J'aimerais être transféré »,.
Vedette d'une campagne publicitaire à grand budget d'Hertz, sa collaboration avec l'entreprise de location de véhicules est une réussite car il apporte à l'entreprise l'illustration des concepts de « vitesse, fiabilité et efficacité » que la marque souhaite promouvoir. Le joueur signe un contrat de 3 ans avec l'entreprise avec une option pour le renouveler pour cette campagne qui débute en septembre 1975. L'entreprise paie le joueur entre 100 000 et 250 000 dollars annuels pour ces publicités. Hertz voit son profit net augmenter de 47 % sur l'année 1976 et renouvelle le contrat pour trois années supplémentaires. Il utilise sa notoriété pour être ambassadeur de différentes marques comme Acme Boot Company et signe un contrat d'un million de dollars et un pourcentage sur les ventes avec la marque de jus d'orange Treesweet. Il signe également un contrat de 2 500 000 dollars sur trois saisons avec les Bills de Buffalo. Selon l’humoriste Johnny Carson, Simpson est payé un demi-million de dollars pour jouer au football américain et deux millions de dollars pour vivre à Buffalo. Il est de loin le joueur le mieux payé de la ligue à son époque.

##### Palmarès et records
O. J. Simpson est le quatrième joueur universitaire de l'histoire à terminer deux saisons universitaires consécutivement en tant que meilleur coureur en termes de yards après Rudy Mobley (en) (1942 et 1946), Art Luppino (en) (1954 et 1955) et Preacher Pilot (en) (1961 et 1962). Ses 1 880 yards lors de la saison universitaire 1968 sont alors le record sur une seule saison. Pour un yard, il perd son record trois saisons plus tard, Ed Marinaro (en) courant 1 881 yards. Vainqueur du Rose Bowl en 1967, il le dispute également l'année suivante et est désigné meilleur joueur de la rencontre dans la défaite. Vainqueur du trophée Heisman, et du Maxwell Award, il ajoute des lignes majeures à son palmarès individuel.
O. J. Simpson est le premier à casser la barre mythique des 2 000 yards parcourus à la course lors de la saison 1973 lorsqu'il court 2 003 yards. Il bat alors le record historique de 1 863 yards de Jim Brown. Lors de cette saison 1973, il court 143,1 yards par rencontre, une moyenne record sur une saison. Il court 1 000 yards en seulement sept rencontres, performance qu'il réalise de nouveau lors de la saison 1975.
Simpson termine sa carrière avec 11 236 yards courus, deuxième total le plus important lorsqu'il prend sa retraite, devancé seulement par Jim Brown. Joueur de l'année en 1973, il est sélectionné à six reprises au Pro Bowl. Il est le premier joueur à avoir couru plus de 200 yards lors de six matchs différents. Il termine meilleur coureur de la NFL à quatre reprises. Malgré ces performances individuelles, il ne dispute qu'une seule rencontre de phase finale en 1974, qu'il perd contre les Steelers de Pittsburgh, futur vainqueur du Super Bowl IX.
En 1985, O. J. Simpson est introduit au Pro Football Hall of Fame en compagnie de Joe Namath, Roger Staubach, Pete Rozelle et Frank Gatski. À cette occasion, il rend hommage à sa mère : « Vous ne savez pas ce que c'est d'avoir 8 ans et que tous vos amis pensent que vous avez la meilleure mère de tout le voisinage »,.

##### Statistiques
O. J. Simpson a joué les neuf premières années de sa carrière de joueur de football américain professionnel pour les Bills de Buffalo et l'a terminé par deux saisons aux 49ers de San Francisco. Les statistiques dans les tableaux suivants mesurent ses différentes performances au poste de running back.
| Légende                     |
| Super Bowl                  |
| Champion AFC                |
| Gras - Meneur dans la ligue |

| 1969  | Bills de Buffalo       | 13  | -   | 181   | 0 697  | 3,9 | 02 | 30  | 343   | 11,4 | 3  | 06 |
| 1970  | Bills de Buffalo       | 08  | 08  | 120   | 0 488  | 4,1 | 05 | 10  | 139   | 13,9 | 0  | 06 |
| 1971  | Bills de Buffalo       | 14  | 14  | 183   | 0 742  | 4,1 | 05 | 21  | 162   | 07,7 | 0  | 05 |
| 1972  | Bills de Buffalo       | 14  | 14  | 292   | 1 251  | 4,3 | 06 | 27  | 198   | 07,3 | 0  | 06 |
| 1973  | Bills de Buffalo       | 14  | 14  | 332   | 2 003  | 6,0 | 12 | 06  | 070   | 11,7 | 0  | 12 |
| 1974  | Bills de Buffalo       | 14  | 14  | 270   | 1 125  | 4,2 | 03 | 15  | 189   | 12,6 | 1  | 04 |
| 1975  | Bills de Buffalo       | 14  | 14  | 329   | 1 817  | 5,5 | 16 | 28  | 426   | 15,2 | 7  | 23 |
| 1976  | Bills de Buffalo       | 14  | 13  | 290   | 1 503  | 5,2 | 08 | 22  | 259   | 11,8 | 1  | 09 |
| 1977  | Bills de Buffalo       | 07  | 07  | 126   | 0 557  | 4,4 | 0  | 16  | 138   | 08,6 | 0  | 0  |
| 1978  | 49ers de San Francisco | 10  | 10  | 161   | 0 593  | 3,7 | 01 | 21  | 172   | 08,2 | 2  | 03 |
| 1979  | 49ers de San Francisco | 13  | 08  | 120   | 0 460  | 3,8 | 03 | 07  | 046   | 06,6 | 0  | 03 |
| Total | Total                  | 135 | 116 | 2 404 | 11 236 | 4,7 | 61 | 203 | 2 142 | 10,6 | 14 | 62 |

| 1974 | Bills de Buffalo | 1 | 1 | 15 | 49 | 3,3 | 0 | 3 | 37 | 12,3 | 1 | 0 |

### Carrière post sportive
À la fin de sa carrière sportive, O. J. Simpson profite de son temps libre pour jouer très souvent au golf et profite de longs déjeuners.

#### Carrière cinématographique

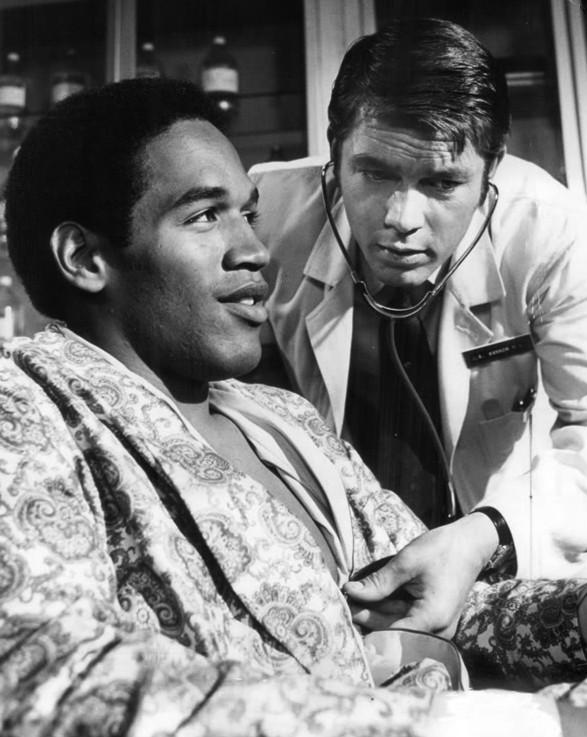
O. J. Simpson dans l'une de ses premières apparitions à la télévision en tant qu'invité dans un épisode de la série Medical Center en 1969.

O. J. Simpson a un attrait pour le cinéma qui le lui rend bien. Son charisme et sa proximité avec les tournages de Los Angeles le pousse à tourner dès 1968 dans un épisode de la série télévisée L'Homme de fer et dans un autre de la série Dragnet. Un an plus tard, Simpson joue de nouveau dans un épisode de la série Medical Center.
En 1974, il tourne un documentaire sportif sur sa carrière produit par George A. Romero intitulé O. J. Simpson: Juice on the Loose. Son caractère proche du peuple et son charisme naturel lui ouvrent des portes. La même année, il joue dans L'Homme du clan et comme l'officier en chef de la police dans La Tour infernale, un film à grand budget dont le casting est composé entre autres de Paul Newman et Steve McQueen et qui reçoit trois Oscars du cinéma. Deux ans plus tard, il fait des apparitions anecdotiques dans Le Pont de Cassandra et Les Mercenaires. En 1977, O. J. joue dans la mini-série télévisée Racines.
De retour à Los Angeles en 1978, Simpson joue le Commander John Walker dans le film Capricorn One puis est à l'affiche de L'Arme au poing en 1979. La même année, il tourne une publicité pour la société de location de véhicule Hertz et crée son entreprise de production de film, Orenthal Productions. Il produit et est présent dans le téléfilm Goldie and the Boxer dans lequel il tient le rôle principal d'un boxeur qui doit s'occuper d'une jeune orpheline. Il tourne la suite de ce film qui est diffusé à la télévision deux ans plus tard.
Après une pause de quatre ans, O. J. revient sur les écrans en 1987 avec un téléfilm de Walt Disney Pictures intitulé Student Exchange et dans la comédie. Dès 1988, Simpson a le rôle du détective Nordberg dans la trilogie Y a-t-il un flic.... Il est également apparu dans des publicités pour les chaussures Dingo.
En 2006, il lance son propre programme de caméra cachée dans la rue intitulé Juiced with O. J. Simpson. Diffusé en tant qu'épisode spécial disponible en pay-per-view puis sort en DVD.

##### Filmographie

###### Télévision
- 1977 : Racines

###### Cinéma
- 1974 : L'Homme du clan (Klansman) : Garth
- 1974 : La Tour infernale (The Towering Inferno) : Harry Jernigan
- 1976 : Les Mercenaires (Killer Force) : Alexander
- 1976 : Le Pont de Cassandra (The Cassandra Crossing) : Haley
- 1977 : A Killing Affair : Woodrow York
- 1978 : Capricorn One : le commandant John Walker
- 1979 : L'Arme au poing (Firepower) : Catlett
- 1983 : Hambone and Hillie (en) : Tucker
- 1988 : Y a-t-il un flic pour sauver la reine ? (The Naked Gun- From the Files of Police Squad!) : Nordberg
- 1991 : Y a-t-il un flic pour sauver le président ? (The Naked Gun 2½: The Smell of Fear) : Nordberg
- 1992 : Société secrète (No Place to Hide) : Allie Wheeler
- 1994 : Y a-t-il un flic pour sauver Hollywood ? (The Naked Gun 33⅓:The Final Insult) : Nordberg

#### Carrière de commentateur sportif
De 1969 à 1976, O. J. Simpson fait des apparitions dans l'équipe Wide World of Sports sur la chaîne ABC avec qui il a signé un contrat à sa sortie universitaire. Il commente les Jeux olympiques d'été de 1976 sur la chaîne avant de signer un contrat avec la chaîne concurrente NBC qui lui propose de tourner également dans des téléfilms.

### Inculpations judiciaires

#### Affaire O. J. Simpson

##### Chronologie

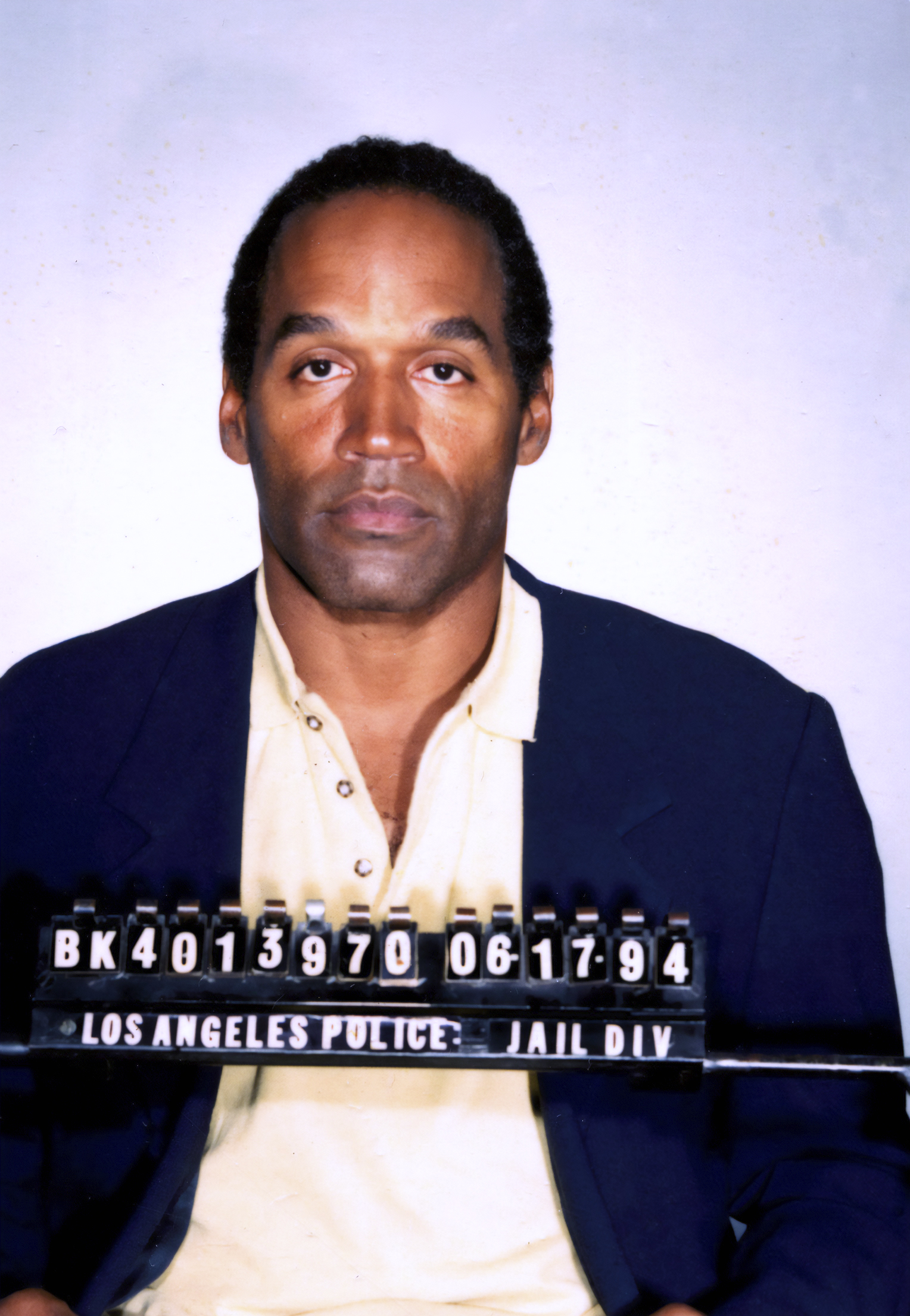
Photographie d'identité judiciaire d'O. J. Simpson le 17 juin 1994.

Le 12 juin 1994, l'ex-épouse d'O. J. Simpson, Nicole Brown Simpson, et l'ami de celle-ci, Ron Goldman, sont retrouvés mortellement poignardés à l'extérieur du domicile de Nicole Simpson dans le quartier de Brentwood de Los Angeles. Dans les jours suivant ces meurtres, O. J. Simpson est recherché par la police. Le 17 juin, après ne pas s'être rendu à la police comme promis, l'ancien joueur de football américain s'enfuit alors qu'il est à bord d'une Ford Bronco blanche. Les télévisions diffusent en direct la poursuite, jusqu'à interrompre les finales de la NBA 1994. Le procès est suivi internationalement et est l'une des affaires judiciaires les plus marquantes des années 1990. Le 3 octobre 1995, le jury, composé majoritairement de personnes noires (deux hommes noirs, dix femmes dont neuf noires, deux hommes blancs, un homme hispanique) donne un verdict « non coupable » des deux meurtres.
Une des principales raisons de l'acquittement d'O. J. Simpson est liée à l'accusation de parjure du détective Mark Fuhrman du Los Angeles Police Department. Celui-ci déclare, sous serment, n'avoir jamais prononcé le mot anglais « nigger » (« nègre » en français) et la défense prouve qu'il a menti. Dès lors, l'accusation est discréditée et Simpson est déclaré non coupable.
L'annonce du verdict est suivie par une audience record d'environ 150 millions de personnes.
Après le verdict de non-culpabilité au pénal, la vie quotidienne d'O. J. Simpson change. La plupart de ses voisins le pensent coupable et il est mis à l'entrée du quartier des panneaux : « Bienvenue à Brentwood, domicile du boucher de Brentwood »,. Même s'il a organisé sa faillite, qu'il est ruiné et que ses voisins ne veulent plus de lui, Simpson refuse une offre de plus de quatre millions de dollars pour sa maison de Brentwood en 1995.
Le 4 février 1997, le jury civil de Santa Maria, composé majoritairement de blancs (neuf blancs, un asiatique, un hispanique et un métis), reconnaît O. J. Simpson civilement responsable de la mort de Ronald Goldman, de coups et blessures sur Ronald Goldman et Nicole Brown,. Simpson est condamné à payer 33,5 millions de dollars de dommages et intérêts.
En 2000, O. J. retrouve la garde de ses enfants à la suite du procès contre la famille Brown et déménage à Miami en Floride. Dans l'État de Floride, la loi protège les biens des personnes, notamment la résidence principale qui ne peut pas être saisie.

##### Évocation dans les médias et la culture populaire
L'affaire judiciaire d'O. J. Simpson est l'une des plus importantes de son temps ; elle donne lieu à la rédaction de nombreux ouvrages et à des séries télévisées.

###### Œuvres de fiction
À partir du procès pénal pour double meurtre, O. J. Simpson est évoqué, voire moqué, dans des séries télévisées.
- Dans le deuxième épisode de la saison 6 de Seinfeld, La Grande Salade, Kramer joue au golf avec un ancien joueur de baseball qui est suspecté de meurtre et se retrouve dans une poursuite à bord d'une Ford Bronco blanche[51].
- Dans la saison suivante et l'épisode 12 intitulé Le Soutien-gorge[Cit 7], Sue Ellen Mischke essaie un soutien-gorge au tribunal qui se révèle trop petit : « Un soutien-gorge doit s'ajuster juste sur la peau, comme un gant ! »[51].
- Le neuvième épisode de la saison 7 des Griffin ou Family Guy est intitulé The Juice is Loose, lors duquel Peter retrouve un billet lui offrant une partie de golf avec O. J. Simpson[51]. Il tente de piéger Simpson pour obtenir des aveux puis le réhabilite dans le voisinage jusqu'à ce qu'O. J. prenne un couteau et tue trois de ses voisins avant de s'enfuir[51].
- En janvier 1995, FOX diffuse un téléfilm controversé à partir de l'affaire intitulé The O.J. Simpson Story[51].
- Dans l'épisode 14 de la saison 5 de South Park, intitulé L'épisode de Butters, O.J. Simpson apparait comme un homme faisant partie du club dont un proche a été "tué par un portoricain" - il s'agit en fait d'une critique humoristique de l'ensemble des membres dudit club puisque l'on comprend facilement qu'ils ont tous tué leur proche et rejeté la faute sur un portoricain pour être innocentés.
- En 2016, la première saison de la série American Crime Story est consacrée à cette affaire avec Cuba Gooding Jr. dans le rôle d'O. J. Simpson.

###### Documentaires
- Un des documentaires de la série 30 for 30 d'ESPN se consacre au 17 juin 1994 et notamment la course poursuite en voiture de Simpson[51].
- En 2017, une série de documentaires intitulés O.J.: Made in America est diffusée sur Arte[52].

###### Musique
Un album musical intitulé O. J. Simpson (2010) a été édité par le rappeur américain Guilty Simpson.

#### Autres affaires judiciaires
En février 2001, O. J. Simpson est arrêté dans le comté de Miami-Dade pour vol d'un véhicule occupé et avoir arraché les lunettes de soleil d'un autre automobiliste lors d'une dispute sur la route trois mois plus tôt. Il est acquitté de toutes les charges en octobre de la même année.
En décembre 2001, la police perquisitionne la maison d'O. J. Simpson à Miami pour des suspicions de possession d'ecstasy et
blanchiment d'argent,. Les policiers ne retrouvent aucun élément permettant d'inculper Simpson pour ces charges mais découvrent un équipement permettant de voler des programmes de télévision cryptés. Le 4 juillet 2002, Simpson est arrêté pour avoir excédé la limitation de vitesse en bateau dans une zone de protection des lamantins et reçoit une amende. En mars 2004, le réseau DirecTV accuse Simpson de piratage et gagne le procès. Simpson doit payer une amende de 25 000 dollars à l'entreprise,.

#### Condamnation à Las Vegas

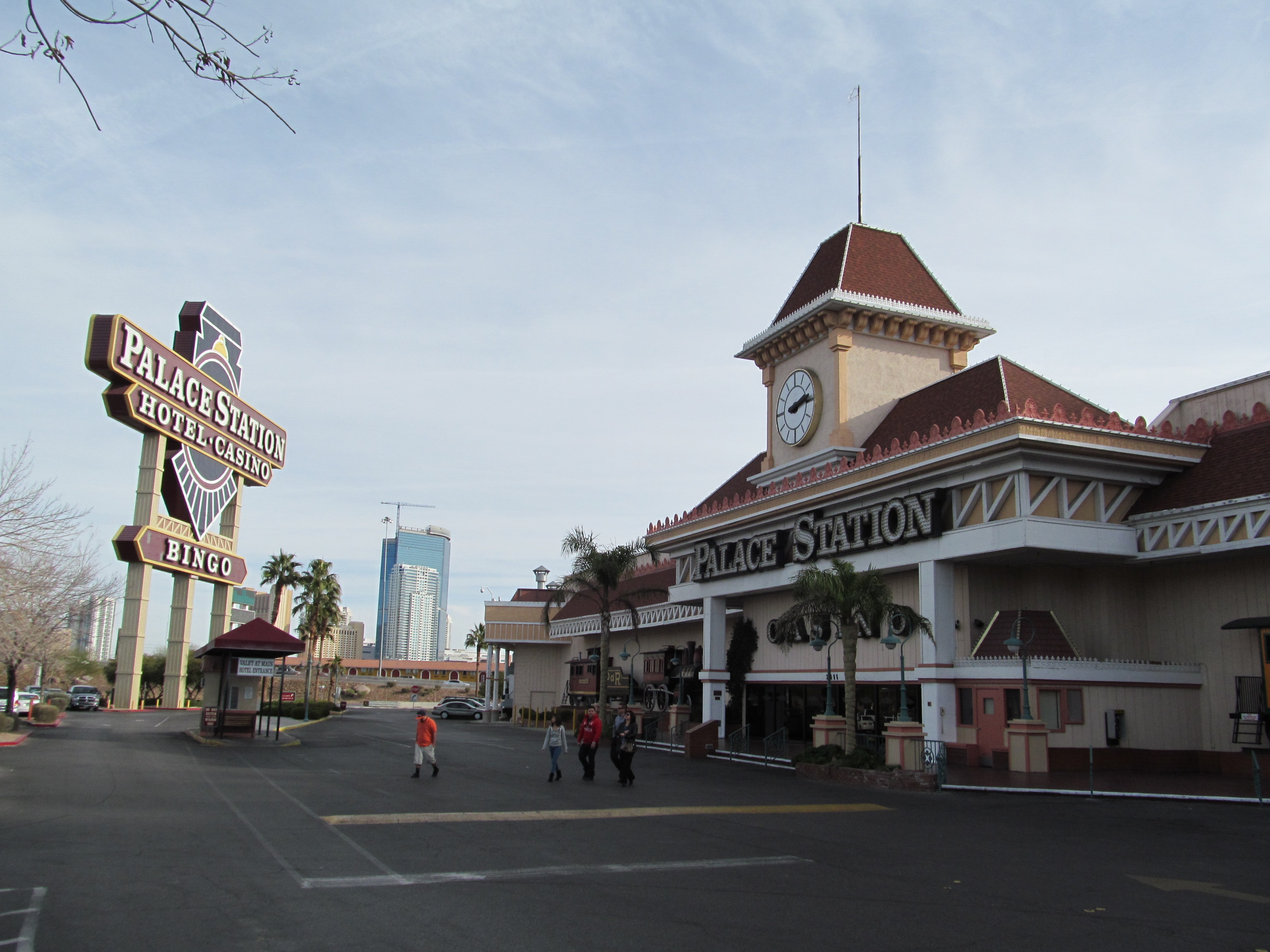
Palace Station, l'hôtel-casino de Las Vegas dans lequel O. J. Simpson commet une attaque à main armée en 2007.

Le 13 septembre 2007, O.J. Simpson est à Las Vegas pour un mariage. Tom Riccio, courtier de ventes aux enchères, lui apprend que des collectionneurs sont en ville pour vendre certains de ses objets personnels : des souvenirs sportifs, des photos de famille et le costume qu'il portait le jour de son acquittement.
Le 16 septembre 2007, O. J. Simpson est arrêté à Las Vegas pour séquestration, vol à main armée et agression de deux négociants d'objets de collection sportifs. Il est accusé d'avoir fait irruption le 13 septembre 2007, accompagné de Tom Riccio et de cinq hommes de main, dans un hôtel-casino de Las Vegas afin d'y dérober, sous la menace d'armes, ses souvenirs personnels. Pour se justifier, il affirme que ces souvenirs lui ont été volés auparavant par certains de ses associés et qu'il ne savait pas que les hommes qui l'accompagnaient étaient armés.
Il est libéré contre une caution de 125 000 dollars le 20 septembre 2007 avec l'interdiction de quitter les États-Unis. Le 4 octobre 2008, O. J. Simpson est reconnu coupable des douze chefs d'accusation retenus contre lui, dont ceux de vol à main armée et d'enlèvement. Encourant une peine de prison à perpétuité, O. J. Simpson est finalement condamné, le 5 décembre 2008, à 33 ans de prison ferme à Las Vegas pour enlèvement et vol à main armée, deux des douze chefs d'accusation dont il a été reconnu coupable,. Les 33 années de condamnation ne sont pas sans rappeler les 33 millions de dollars qu'il a été condamné à verser aux plaignants lors du procès civil. Il fait appel de cette décision, mais l'appel est rejeté le 22 octobre 2010. Incarcéré, il ne peut pas espérer obtenir de libération conditionnelle avant 2017, soit à ses 70 ans passés.
En juillet 2017, O. J. Simpson demande une audience pour examiner une libération par anticipation. Lors de celle-ci, Bruce Fromong, l'une des victimes du vol de 2007, plaide en sa faveur : « Il est temps de lui donner une seconde chance. Il est temps pour lui de rentrer chez lui avec sa famille, ses amis. C'est un homme bon qui a fait une erreur ». Le 20 juillet 2017, par un vote unanime, la commission des libérations conditionnelles du Nevada approuve sa libération par anticipation après 9 années passées en prison. Il sort de la prison de Lovelock dans le Nevada le 1er octobre 2017,.

### Mort
En mai 2023, O. J. Simpson déclare qu'on lui a diagnostiqué un cancer et se dit convaincu qu'il va le vaincre. En février 2024, il est rapporté que Simpson suit un traitement pour le cancer de la prostate et le 10 avril 2024, il meurt à l'âge de 76 ans de cette maladie,. Au moment de son décès, Simpson habitait à Las Vegas juste à côté du club de golf Rhodes Ranch (en)
La mort de Simpson a suscité des réactions mitigées, ses antécédents judiciaires éclipsant ses réalisations sportives. La NFL a initialement signalé la mort de Simpson en retranscrivant un article de l'Associated Press, et ni les Bills, ni les 49ers, ni l'USC n'ont publié de condoléances ou d'hommages après sa mort. La famille Goldman a publié une déclaration qui disait : « L'espoir d'une véritable responsabilité a pris fin... Merci d'avoir gardé notre famille, et surtout Ron, dans vos cœurs »,. La secrétaire de presse de la Maison Blanche, Karine Jean-Pierre, a déclaré : « Nos pensées vont aux familles pendant cette période difficile. Je sais qu'elles ont demandé un peu d'intimité et nous allons donc respecter cela. ». L'analyste sportif Stephen A. Smith (en) a déclaré : « L'un des plus grands athlètes que nous ayons jamais vu. Mais tout cela n'est rien en comparaison du fait qu'il soit perçu comme un double meurtrier »,. David Zucker, réalisateur de la saga Y a-t-il un flic..., a publié une photo de Simpson sur son compte Instagram, avec la légende : « Son jeu d'acteur ressemblait beaucoup à son meurtre : il s'en est sorti, mais personne ne l'a cru ».
Son corps a été incinéré au Mortuaire Palm au Sud-Ouest de Las Vegas le 17 avril,. Les scientifiques avaient demandé que le cerveau de Simpson soit étudié pour détecter des signes d'encéphalopathie traumatique chronique (ETC), mais la succession Simpson a refusé,.

### Vie privée
À 19 ans, O. J. Simpson se marie avec Marguerite Whitley avec qui il a trois enfants : Arnelle en 1968, Jason en 1970 et Aaren en 1977. Le couple s'installe dans une maison de style espagnol dans le quartier de Bel Air à Los Angeles. O. J. Simpson rencontre Nicole Brown en 1977 alors qu'elle a 18 ans et travaille comme serveuse dans une boîte de nuit privée de Beverly Hills. Bien qu'O. J. soit marié, ils entament une relation ensemble. En mars 1979, O. J. Simpson divorce de sa femme. En août 1979, cinq mois après le divorce du couple, Aaren, sa plus jeune fille, se noie dans la piscine familiale un mois avant son deuxième anniversaire. En 1981, O. J. Simpson considère que son premier mariage est la seule chose qu'il a ratée et il exclut de se marier de nouveau.
O. J. Simpson et Nicole Brown se marient le 2 février 1985. Ils ont deux enfants ensemble, Sydney Brooke dans cette même année 1985 et Justin Ryan en 1988. Le mariage dure sept ans et est marqué par des plaintes pour violences conjugales. Le 1er janvier 1989, un appel au 911 indique qu'O. J. Simpson a battu Nicole et qu'il lui aurait dit « Je vais te tuer »,. Nicole Brown Simpson demande le divorce le 25 février 1992.
Au moment du double meurtre de Nicole Brown et Ronald Goldman, O. J. Simpson était en couple avec Paula Barbieri.

### Citations originales
1. ↑  (en) « [He is] a typical Cancer. He's a homebody. He wants security. He likes a roof over his head and three meals a day.... A spoiled brat ».
2. ↑  (en) « If they try to make a power runner out of him, it's like putting plumber's tools in the hands of a violinist ».
3. ↑  (en) « In a football game, I just don't want to be touched. I can feel tacklers better that way ».
4. ↑  (en) « We're not getting anywhere. I'd like to be traded ».
5. ↑  (en) « You don't know what it is to be 8 years old and have all your friends think you've got the best mother in the neighborhood ».
6. ↑  (en) « Welcome to Brentwood. Home of the Brentwood Butcher ».
7. ↑  Le titre original de l'épisode est The Caddy.
8. ↑  (en) « I'll kill you ».